# Équipe cycliste 3C Casalinghi Jet Androni Giocattoli
L'équipe cycliste 3C Casalinghi Jet Androni Giocattoli (connue en 2005 comme l'équipe Androni Giocattoli-3C Casalinghi) est une ancienne équipe de cyclisme sur route italienne, active de 2005 à 2006. L'équipe fusionne en 2007 avec l'équipe LPR.
Elle ne doit pas être confondue avec l'autre équipe italienne Androni Giocattoli.

## Histoire de l'équipe
L'équipe est fondée en 2005 et intègre le groupe des équipes continentales. En 2006, elle devient une équipe continentale professionnelle puis fusionne en fin de saison avec l'équipe LPR. Elle participe aux circuits continentaux de cyclisme, en particulier l'UCI Europe Tour. 

## Classements UCI
À partir de 2005, l'équipe participe aux circuits continentaux et principalement à des épreuves de l'UCI Europe Tour. Le tableau ci-dessous présente les classements de l'équipe, ainsi que son meilleur coureur au classement individuel.
UCI Europe Tour
| Saison | Classement par équipes | Meilleur coureur au classement individuel |
| ------ | ---------------------- | ----------------------------------------- |
| 2005   | 29e                    | Paolo Bailetti (63e)                      |
| 2006   | 24e                    | Raffaele Ferrara (22e)                    |

## Saison 2006

### Effectif
| Cycliste              | Date de naissance | Nationalité | Équipe 2005    |
| --------------------- | ----------------- | ----------- | -------------- |
| Paolo Bailetti        | 15.07.1980        | Italie      |                |
| Maurizio Bellin       | 20.04.1982        | Italie      | néo-pro        |
| Cristian Bonfanti     | 30.11.1981        | Italie      | Domina Vacanze |
| Daniele Callegarin    | 21.09.1982        | Italie      | néo-pro        |
| Riccardo Chiarini     | 20.02.1984        | Italie      | néo-pro        |
| Raffaele Ferrara      | 03.10.1976        | Italie      |                |
| Błażej Janiaczyk      | 27.01.1983        | Pologne     |                |
| Konstantin Klyuev     | 29.05.1981        | Russie      |                |
| Oleksandr Kvachuk     | 23.07.1983        | Ukraine     | Lampre-Caffita |
| Juan Pablo Magallanes | 06.02.1982        | Mexique     |                |
| Marco Marcato         | 11.02.1984        | Italie      |                |
| Massimo Mazzanti      | 07.06.1982        | Italie      |                |
| Matteo Montaguti      | 06.01.1984        | Italie      |                |
| Marco Osella          | 06.01.1981        | Italie      |                |
| Walter Proch          | 17.02.1984        | Italie      |                |
| Nicola Scattolin      | 09.08.1982        | Italie      |                |
| Luca Solari           | 02.10.1979        | Italie      | Domina Vacanze |